# Шатрово (Гурьевский городской округ)
Шатрово — посёлок в Гурьевском городском округе Калининградской области. До 2014 года входило в состав Храбровского сельского поселения.

## История
В 1938 году Норгенен был переименован в Шугстен, в 1946 году — в поселок Шатрово.

## Население
| 2002 | 2010 |
| ---- | ---- |
| 68   | ↘61  |

В 1817 году в Норгенене насчитывалось 7 хозяйств, в которых проживали 68 человек, в 1910 году в населенном пункте проживало 85 человек, в 1933 году население общины составляло 348 человек, в 1939 году — 536 человек.